# Лиходід Микола Хомич
Лиходід Микола Хомич (псевдонім — Іван Завгородній; нар.01. 11. 1940, с. Михайлівка, нині смт Запорізької обл. — 13. 09. 1993, Запоріжжя) — поет, журналіст. Член СПУ (1965). Лауреат обласної літературної премії ім. В. Лісняка (1995, посмертно).

## Біографічні відомості
Закінчив Запорізький педагогічний інститут (1963), Вищі літературні курси при Літературному інституті у Москві (1979). Учителював, працював журналістом, відповідальний секретар у редакції газети «Комсомолець Запоріжжя», «Индустриальное Запорожье», «Запорізька правда», очолював обласне літературне об'єднання ім. М. Гайдабури.

## Творчість
Дебютував 1956 віршем «Запоріжжя», у періодиці виступав переважно під псевдонімом. Автор поетичних збірок «Сонце» (1963), «Світ» (1966), «Літаки над матерями» (1969), «Свято» (1970), «Плавка» (1975), «Комсомольський характер» (1976), «Сяйво» (1984; усі — Київ), «Хортиця» (1967), «Столітник» (1971), «Світанкові речитативи» (1973), «Вічний Дніпробуд» (1977), «Криниця і небо» (1983), «Передосінній скарб» (1989; усі — Дніпропетровськ), «Корінь блискавки» (К., 1985), «Країна Україна» (З., 1995); книжки етюдів і нарисів «Будьонівка для сина» (Дн., 1979).
Працював також у жанрі поетичного перекладу. Зокрема, переклав українською вірші башкирського поета Салавата Юлаєва «Мій Урал» і «Зюлейха».
Незважаючи на декларативність назв окремих збірок, синдром «оспіванізму», на який багато років хворіла вітчизняна поезія, менше всього притаманний Лиходіду, зате впадає у вічі його залюбленість у так звану просту людину. Неодноразово перемагав у всеукраїнських конкурсах на найкращий твір про людину праці.